# Puente del Pasadero
El puente del Pasadero, de origen medieval, se halla en Navalagamella, municipio situado en la zona noroccidental de la Comunidad de Madrid (España). Está construido sobre el cauce del río Perales, uno de los principales afluentes del Alberche. Ha sido incluido en el catálogo del patrimonio cultural de la Comunidad de Madrid.

## Historia
Aunque no existe documentación al respecto, la teoría que cobra más peso es que este puente es uno de los cinco construidos durante la dominación islámica del centro de la península ibérica, a lo largo del camino que enlazaba Talamanca de Jarama con el Valle del Tiétar. 
Esta vía, de carácter militar, formaba parte del sistema defensivo de la Marca Media, articulado por el poder andalusí para hacer frente a las avanzadillas cristianas durante la Reconquista. Su función era servir de nexo a las diferentes ciudadelas y atalayas de observación erigidas por los musulmanes.
Tal hipótesis queda validada por la factura de tres de los puentes que actualmente se conservan, con trazados prácticamente idénticos. Tanto el del Pasadero como el de la Alcanzorla (Galapagar), sobre el río Guadarrama, y el del Grajal (Colmenar Viejo), sobre el Manzanares, constan de un único arco, de medio punto, y presentan un ancho de tablero coincidente con las medidas habitualmente utilizadas en los puentes musulmanes, de menores dimensiones a las de los romanos y a las de los cristianos.
Los otros dos puentes del citado camino militar —el de Talamanca de Jarama, sobre el río homónimo, y el de San Juan (Pelayos de la Presa), sobre el Alberche— han sufrido importantes transformaciones posteriores, que han alterado profundamente su aspecto original.
Con la conquista cristiana de la Marca Media, el puente del Pasadero perdió su función militar y se convirtió en un paso obligado para las ganaderías que transitaban por la colada de Valdeyerno.

## Descripción
Se trata de un puente de reducidas dimensiones, erigido sobre un pequeño encajamiento del río Perales y cimentado directamente sobre la roca. El material empleado en la construcción es el granito.
El único elemento que se conserva es su bóveda de cañón de medio punto, de una sola rosca, sobre la que se apoyan los tímpanos. Estos están realizados en mampostería con cascote, mientras que el arco es de sillería. Tanto el enlosado del pavimento como los pretiles se han perdido con el paso del tiempo. La anchura de su tablero es de 2,8 m, que equivale a 5 codos rassassíes, que, como se ha señalado, era una medida muy usual en los puentes islámicos.
En sus inmediaciones se encuentra el descansadero del Pasadero, así como dos molinos harineros de cubo, llamados Serrano y del Real Monasterio de El Escorial. La vegetación de su entorno es de tipo mediterráneo. Destacan algunos ejemplares de enebro, con una edad aproximada de 300 años.